# Asociace nezávislých divadel ČR
Asociace nezávislých divadel (ve zkratce AND ČR) je sdružení divadelních spolků, artistických a tanečních společností a jednotlivých tvůrců, působících v oblasti divadel, která nejsou zřizovaná veřejnou správou.
Od června 2024, kdy proběhly volby do Rady AND ČR je stále předsedkyní asociace Lenka Havlíková, 1. místopředsedou Jindřich Krippner, 2. místopředsedkyní je Marcela Mašínová a členy Rady jsou Jakub Vedral a Patrik Boušek. 

## Vznik
AND ČR vznikla v roce 2016 jako zapsaný spolek z iniciativy vytvořit zázemí pro sdílení zkušeností, výměnu a sběr informací. Hlavními iniciátory byli Lenka Kolihová Havlíková, Šárka Pavelková, Štěpán Kubišta, Jakub Vedral a Kristián Kubák. Dále se připojili:
- Petr Boháč – Spitfire Company
- Kateřina Bohadlová, Petr Hašek – Geisslers Hofcomoedianten
- Martina Schlegelová – Divadlo Letí
- Jakub Čermák, Barbora Mitošinková, Viktor Filip – Venuše ve Švehlovce
- Tereza Sochová – Cabaret Calembour
- Vojtěch Bárta – Chemické divadlo
- Petr Prokop – Vosto5
- Jaroslav Raušer – Move Association
- Ivo Kristián Kubák – Vila Štvanice / Tygr v tísni
- Tereza Marečková – Masopust
- Matěj Samec – Meetfactory

## Činnost
Hlavními cíli asociace jsou komunikace s veřejnou správou, obhajoba zájmů členů a hledání systémového řešení, tzv. vícezdrojového financování. Asociace také usiluje o zvýšení transparentnosti grantových systémů, realizaci vzdělávacích aktivit pro své členy, jejich sdružování a širší podporu a propagaci nezávislého sektoru.

### Grantový projekt
„AND ČR jako profesionalizovaná oborová organizace s mezinárodním přesahem“ je grant v dotačním programu fondů EHP a Norska. Cílem projektu je posílit kapacity asociace a umožnit rozvoj dovedností zástupců členských organizací formou školení a seminářů. AND ČR je řešitelem tohoto grantu. Partnerem projektu je Evropská asociace nezávislých scénických umění (EAIPA).

### Členství v Evropské asociaci EAIPA
AND ČR je členem Evropské asociace nezávislého scénického umění. EAIPA vznikla v roce 2018, momentálně čítá 23 členů z 18 evropských zemí. Je zastřešující organizací pro kulturní advokacii v Evropě. Zviditelňuje nezávislý sektor a dosahuje udržitelných pracovních struktur a podmínek jakožto dostatečného a stabilního financování pro každého umělce v Evropě.
V květnu 2024 byl zvolen novým prezidentem EAIPA Kryštof Koláček, který v asociaci zastupuje AND ČR.

### Bavorsko – česká platforma pro nezávislé scénické umění
V roce 2022 založila Asociace nezávislých divadel ČR společně s bavorskou Asociací nezávislých scénických umění (Verband Freie Darstellende Künste Bayern) společnou platformu, jejímž cílem je mapování dění v nezávislém sektoru, hledání udržitelných řešení a nových mezinárodních spoluprací.
V letech 2022–2023 tak proběhly dva výjezdy českých kulturních pracovníků do Bavorska a dvě návštěvy bavorské delegace, které se zúčastnily festivalu Malá inventura 2023. V rámci spolupráce se uskutečnila také prezentace bavorských umělců (Bavorský showcase).

### Semináře a vzdělávací programy
AND a EAIPA uskutečnili hybridní seminář zaměřený na aktuální témata evropského nezávislého sektoru, jako jsou například statut umělce, bezpečné pracovní prostředí a zneužívání moci, nebo minimální honoráře a odměny umělců. Seminář se uskutečnil 9. června 2022 v divadle Alfred ve dvoře, které je členem asociace.

Continental Drift: Connecting Asia - Europe Dramaturgies
V roce 2024 se AND ČR spojila s organizací Asian Dramaturgs' Network a zrealizovali projekt Continental Drift: Connecting Asia - Europe Dramaturgies.
Pětice účastníků z jihovýchodní Asie (Vietnam, Filipíny, Indonésie, Singapur) a pět účastníků z České republiky a okolních zemí zahájilo program sérií online seminářů. Osobním setkáním v prosinci 2024 projekt vyvrcholil. Během týdenního programu se účastníci potkali v Brně, Praze a Olomouci, kdy zároveň probíhaly diskuse, workshopy a další společné aktivity.